# 387 TCN
387 TCN là một năm trong lịch La Mã.